# Rita Armeńska
Rita Armeńska (ur. 10/11 stycznia 1278 – zm. lipiec 1333) – księżniczka armeńska, córka Leona II – króla Małej Armenii z dynastii Hetuma oraz księżnej imieniem Keran.

## Życiorys
Została wydana za Michała IX Paleologa – współcesarza Bizancjum. Przybrała imię Marii. Ślub odbył się 16 stycznia 1294 roku. Rita miała wówczas 16 lat, a Michał 17. Przeżyła śmierć swojego męża w 1320 oraz syna Manuela zabitego w wypadku. Była świadkiem wojny domowej między teściem Andronikiem II a synem Andronikiem III.